# 瘘
瘻又称瘻管，是体表上皮细胞与内脏或深层组织之间形成的病理性管道，有内口与外口。中医学亦将“瘘管或窦道的外口”称为“漏”，属流脓水、淋漓不断、不能收口的溃疡疮口。
有时，为了达到对某种疾病的治疗目的时，也需要通过外科手术的方法制造一条瘘管。